# グアテマラ人体実験
グアテマラ人体実験（グアテマラじんたいじっけん、英: Guatemala syphilis experiment）は、1940年代後半に中米のグアテマラで実施された、性病（梅毒スピロヘータ・淋菌など）の人体実験。
アメリカ合衆国政府がグアテマラ政府の協力のもと、抗生物質ペニシリン（1942年に実用化）の薬効確認を目的として、意図的な菌の集団接種を行った。

## 実験記録の発見
後に、米国ウェルズリー大学の歴史学者スーザン・リバビー教授が、ピッツバーグ大学公文書館で人体実験の記録を発見し、2010年5月の学会発表によって公開された。これを受け、米国のバラク・オバマ大統領は同年10月1日、グアテマラのアルバロ・コロン大統領に電話で謝罪。ヒラリー・クリントン国務長官とセベリウス厚生長官も同1日、アメリカ合衆国連邦政府による調査を開始するとの声明を出した。
両国にそれぞれ調査委員会を設置するなどの結果、名簿などの資料照合により、6名の「生存被害者」が認定されたが、「非認定被害者」からも賠償を求める声が挙がっている。

## 実験の概要
グアテマラ側の調査委員会座長・エスパダ前副大統領は、米国が人体実験をした理由として、当時、米国男性の1割が梅毒、6割が淋病に感染しており深刻な問題だったということを挙げている。
1946年7月 - 1948年12月にかけて、アメリカ公衆衛生局やアメリカ国立衛生研究所の主導で、医師により人体実験は行われた。なぜグアテマラで行われたのかは、当時、米国の強い影響下にあった国だったという背景がある。また、米国に留学したグアテマラ人白人医師が同国で行うことを米国側に推薦提案したという説もある。

## 実験対象者
対象者（被験者）は現地の受刑者、兵士、売春婦、孤児、精神科病院の入院患者などで、少なくとも約1160人に梅毒スピロヘータ・淋菌の接種が行われた。グアテマラでは売春が合法だったため、性病の売春婦と性交渉させて感染させる例もあったという証言もある。
被験者には実験の意図・感染の事実を知らせなかったため、家族などへの二次感染があったという指摘もある。
実験という名目ながら、実際はペニシリンによる治療は一部のみで、処方されなかった被験者もいたという証言がある。1951年までに少なくとも69人が死亡したという報道もある。